# Liste der Deutschen Jugendmeister im Polo
Die Liste der Deutschen Jugendmeister im Polo enthält die Sieger und Finalisten der Internationalen Deutschen Jugendmeisterschaften im Polo. Das zulässige Alter reicht hier von 12 bis 21 Jahre. Sowohl Mannschafts- als auch Einzelhandicap sind auf maximal +2 beschränkt. Die Summe der Einzelhandicaps der beiden höchstgehandicapten Spieler darf +2 Goals nicht überschreiten.
In der Regel nahmen vier Teams teil, 2010 drei, 2016 und 2019 je sechs, 2023 fünf. 2011 meldeten jedoch nur zwei Teams. Deshalb fiel das Turnier 2012 und 2013 ganz aus.
Sofern ein Clubname angegeben ist, müssen nicht alle im Team dort Mitglied sein: Es ist üblich, sich durch Gastspieler zu verstärken. Spitznamen der Spieler (hier in Klammern und Anführungszeichen) stehen oft in Programmen und Ergebnislisten anstelle der eigentlichen Vornamen.

## Altersklassen
- 2004 und 2005: U25
- 2006 bis 2018: U18
- ab 2019: U21.

## 2004 bis 2009
| Jahr | Austragungsort | Finale                  | Finale                  | Finale   | Finale                | Finale                |
| Jahr | Austragungsort | Sieger                  | Hcp                     | Ergebnis | 2. Platz              | Hcp                   |
| ---- | -------------- | ----------------------- | ----------------------- | -------- | --------------------- | --------------------- |
| 2004 | Berlin         | Team Sal. Oppenheim     | Team Sal. Oppenheim     | 0        | Team Las Pampas Polo  | Team Las Pampas Polo  |
| 2004 | Berlin         | August Grupp            | ‒2                      | 0        | Marie(-Luise) Haupt   | ‒1                    |
| 2004 | Berlin         | Christian Ascan Jarck   | ‒2                      | 0        | Fabienne Last         | ‒1                    |
| 2004 | Berlin         | Reto Mario Gaudenzi     | +1                      | 0        | Svenja Hölty          | ‒1                    |
| 2004 | Berlin         | Maximiliano Schultz     | ‒1                      | 0        | Jasmin Bumanowski     | ‒1                    |
| 2005 | Berlin         | Team Sal. Oppenheim     | Team Sal. Oppenheim     | 0        | Team Francucci’s      | Team Francucci’s      |
| 2005 | Berlin         | Ferdinand Schultz       | ‒2                      | 0        | Romy Grüner           | ‒2                    |
| 2005 | Berlin         | Federico Schultz        | ‒2                      | 0        | Jasmin Bumanowski     | ‒1                    |
| 2005 | Berlin         | Christian Ascan Jarck   | ‒1                      | 0        | Maike Hölty           | ‒1                    |
| 2005 | Berlin         | Maximiliano Schultz     | ‒1                      | 0        | Marie(-Luise) Haupt   | ‒1                    |
| 2006 | Berlin         | Team Gravis             | Team Gravis             | 0        | Team Sal. Oppenheim   | Team Sal. Oppenheim   |
| 2006 | Berlin         | Alexander Schwarz jun.  | ‒1                      | 0        | Ferdinand Schultz     | ‒1                    |
| 2006 | Berlin         | Romy Grüner             | ‒2                      | 0        | Federico Schultz      | ‒1                    |
| 2006 | Berlin         | Jasmin Bumanowski       | 0                       | 0        | Moritz Daigfuss       | ‒1                    |
| 2006 | Berlin         | Raphael Olivera         | +3                      | 0        | Maximiliano Schultz   | 0                     |
| 2007 | Berlin         | Team Sal. Oppenheim     | Team Sal. Oppenheim     | 0        | Team Seeburg          | Team Seeburg          |
| 2007 | Berlin         | Ferdinand Schultz       | 0                       | 0        | Fabienne Last         | 0                     |
| 2007 | Berlin         | Federico Schultz        | 0                       | 0        | Marie(-Luise) Haupt   | 0                     |
| 2007 | Berlin         | Moritz Daigfuss         | 0                       | 0        | Jasmin Bumanowski     | 0                     |
| 2007 | Berlin         | Maximiliano Schultz     | 0                       | 0        | Maciek Olbrych        | 0                     |
| 2008 | Hamburg        | Norddeutscher Polo Club | Norddeutscher Polo Club | 0        | Team Tom Tailor       | Team Tom Tailor       |
| 2008 | Hamburg        | Laura Dundjerski        | ‒2                      | 0        | Thanee Schröder       | ‒2                    |
| 2008 | Hamburg        | Niclas Sandweg          | ‒2                      | 0        | Naomi Schröder        | ‒2                    |
| 2008 | Hamburg        | Heinrich Dumrath        | 0                       | 0        | Marie(-Luise) Haupt   | 0                     |
| 2008 | Hamburg        | Isabelle Wippermann     | 0                       | 0        | Kay Gust              | 0                     |
| 2009 | Hamburg        | Norddeutscher Polo Club | Norddeutscher Polo Club | 3½ : 3   | Hamburger Polo Gestüt | Hamburger Polo Gestüt |
| 2009 | Hamburg        | Victor Beckers          | ‒2                      | 3½ : 3   | Channy Larsen (♀)     | ‒2                    |
| 2009 | Hamburg        | Caspar Crasemann        | 0                       | 3½ : 3   | Tielmann Kühl         | ‒2                    |
| 2009 | Hamburg        | Caesar Crasemann        | ‒2                      | 3½ : 3   | Niclas Sandweg        | ‒1                    |
| 2009 | Hamburg        | Lukas Sdrenka           | ‒2                      | 3½ : 3   | Heinrich Dumrath      | +1                    |

## 2010 bis 2019
| Jahr | Austragungsort | Finale                                                | Finale                                                | Finale             | Finale                                                                                                  | Finale                                                                                                  | Weitere Platzierungen                                 | Weitere Platzierungen                                 | Weitere Platzierungen                                      | Weitere Platzierungen                                      |
| Jahr | Austragungsort | Sieger                                                | Hcp                                                   | Ergebnis           | 2. Platz                                                                                                | Hcp | 3. Platz                                              | Hcp                                                   | 4. Platz                                                   | Hcp                                                        |
| ---- | -------------- | ----------------------------------------------------- | ----------------------------------------------------- | ------------------ | --- | --- | ----------------------------------------------------- | ----------------------------------------------------- | ---------------------------------------------------------- | ---------------------------------------------------------- |
| 2010 | Hamburg        | Hamburger Polo Gestüt                                 | Hamburger Polo Gestüt                                 | round robin        | Team Barralina                                                                                          | Team Barralina                                                                                          | Team Tom Tailor                                       | Team Tom Tailor                                       | Nur drei Teams angetreten.                                 | Nur drei Teams angetreten.                                 |
| 2010 | Hamburg        | Niclas Sandweg                                        | ‒1                                                    | round robin        | Caesar Crasemann                                                                                        | ‒2 | Isabel Sobetzki                                       | ‒2                                                    |                                                            |                                                            |
| 2010 | Hamburg        | Tielmann Kühl                                         | ‒2                                                    | round robin        | Lukas Sdrenka                                                                                           | ‒1 | Tahnee Schröder                                       | ‒1                                                    |                                                            |                                                            |
| 2010 | Hamburg        | Heinrich Dumrath                                      | +1                                                    | round robin        | Caspar Crasemann                                                                                        | 0 | Naomi Schröder                                        | 0                                                     |                                                            |                                                            |
| 2010 | Hamburg        | Linus Schumacher / Niklas Kühsel                      | ‒2 0                                                  | round robin        | Victor Beckers 0                                                                                        | ‒1 0 | Kay Gust 0                                            | 0                                                     |                                                            |                                                            |
| 2011 | Hamburg        | Team Tom Tailor                                       | Team Tom Tailor                                       | 7 : 4½             | Hamburger Polo Gestüt                                                                                   | Hamburger Polo Gestüt                                                                                   | Nur zwei Teams angetreten.                            | Nur zwei Teams angetreten.                            | Nur zwei Teams angetreten.                                 | Nur zwei Teams angetreten.                                 |
| 2011 | Hamburg        | Tahnee Schröder                                       | ‒1                                                    | 7 : 4½             | Barnim Kühl / Erwan Oberoi                                                                              | ‒2 |                                                       |                                                       |                                                            |                                                            |
| 2011 | Hamburg        | Naomi Schröder                                        | 0                                                     | 7 : 4½             | Tielmann Kühl                                                                                           | ‒1 |                                                       |                                                       |                                                            |                                                            |
| 2011 | Hamburg        | Caspar Crasemann                                      | +1                                                    | 7 : 4½             | Lukas Sdrenka                                                                                           | 0 |                                                       |                                                       |                                                            |                                                            |
| 2011 | Hamburg        | Victor Beckers                                        | 0                                                     | 7 : 4½             | Heinrich Dumrath                                                                                        | +2 |                                                       |                                                       |                                                            |                                                            |
| 2012 | —              | Nicht ausgetragen.                                    | Nicht ausgetragen.                                    | Nicht ausgetragen. | Nicht ausgetragen.                                                                                      | Nicht ausgetragen.                                                                                      | Nicht ausgetragen.                                    | Nicht ausgetragen.                                    | Nicht ausgetragen.                                         | Nicht ausgetragen.                                         |
| 2013 | —              | Nicht ausgetragen.                                    | Nicht ausgetragen.                                    | Nicht ausgetragen. | Nicht ausgetragen.                                                                                      | Nicht ausgetragen.                                                                                      | Nicht ausgetragen.                                    | Nicht ausgetragen.                                    | Nicht ausgetragen.                                         | Nicht ausgetragen.                                         |
| 2014 | Hamburg        | Norddeutscher Polo Club                               | Norddeutscher Polo Club                               | 3 : 1½             | Polo Club Hessen                                                                                        | Polo Club Hessen                                                                                        | Polo Club Hagen-Grinden                               | Polo Club Hagen-Grinden                               | Hanover Polo Club                                          | Hanover Polo Club                                          |
| 2014 | Hamburg        | Naphat Sprock / Hannes Quast                          | ‒2                                                    | 3 : 1½             | Mich(e)l Grabosch                                                                                       | ‒2 | / Cristina Hoedemaker                                 | ‒2                                                    | Felipe Odia                                                | ‒2                                                         |
| 2014 | Hamburg        | Finni Goedhart                                        | ‒2                                                    | 3 : 1½             | Emil Grabosch                                                                                           | ‒2 | Isabel Sobetzki                                       | ‒1                                                    | Henriette Querner                                          | ‒2                                                         |
| 2014 | Hamburg        | Juan Borja-Voelpel                                    | ‒2                                                    | 3 : 1½             | Paul Grabosch                                                                                           | ‒2 | / Isabel Hoedemaker                                   | ‒1                                                    | Benedikt Querner                                           | ‒2                                                         |
| 2014 | Hamburg        | Heinrich Dumrath                                      | +3                                                    | 3 : 1½             | Anton Grabosch                                                                                          | ‒2 | Barnim Kühl                                           | ‒1                                                    | Lukas Sdrenka                                              | +2                                                         |
| 2015 | Hagen-Grinden  | Polo Club Landsberg-Ammersee                          | Polo Club Landsberg-Ammersee                          | round robin        | Hanover Polo Club                                                                                       | Hanover Polo Club                                                                                       | Polo Club Hagen-Grinden                               | Polo Club Hagen-Grinden                               | Schwarzwald Country- und Polo Club                         | Schwarzwald Country- und Polo Club                         |
| 2015 | Hagen-Grinden  | / Ken Kawamoto                                        | ‒2                                                    | round robin        | Henriette Querner                                                                                       | ‒2 | Lorin Hanel                                           | ‒2                                                    | Tavita-Alea Wegner                                         | ‒2                                                         |
| 2015 | Hagen-Grinden  | / Runa Kawamoto                                       | ‒2                                                    | round robin        | Sophie Jaenecke                                                                                         | ‒2 | Matteo Hanel                                          | ‒2                                                    | Aitana-Zoë Wegner                                          | ‒2                                                         |
| 2015 | Hagen-Grinden  | Benedikt Jaenecke 0                                   | ‒2 0                                                  | round robin        | Georgia Querner / Lukas Leibold                                                                         | ‒2 / ‒1                                                                                                 | / Cristina Hoedemaker 0                               | ‒2 0                                                  | Mathieu Maximilian van Delden 0                            | ‒2 0                                                       |
| 2015 | Hagen-Grinden  | Niklas Steinle                                        | 0                                                     | round robin        | Benedikt Querner                                                                                        | ‒2 | / Isabel Hoedemaker                                   | ‒1                                                    | Laurenz Gabrin                                             | ‒1                                                         |
| 2016 | Stuttgart      | Polo Club Landsberg-Ammersee (Team Jaguar Land Rover) | Polo Club Landsberg-Ammersee (Team Jaguar Land Rover) | 4 : 2½             | Polo Club Landsberg-Ammersee (Team Cosmopolo)                                                           | Polo Club Landsberg-Ammersee (Team Cosmopolo)                                                           | Hanover Polo Club (Team BW Partner)                   | Hanover Polo Club (Team BW Partner)                   | Norddeutscher Polo Club (Team St. Hippolyt)                | Norddeutscher Polo Club (Team St. Hippolyt)                |
| 2016 | Stuttgart      | Tizian Müller                                         | ‒2                                                    | 4 : 2½             | Liam Karger                                                                                             | ‒2 | Henriette Querner                                     | ‒2                                                    | / Ken Kawamoto                                             | ‒2                                                         |
| 2016 | Stuttgart      | Leonard („Lenny“) Wolf                                | ‒2                                                    | 4 : 2½             | Sydney Karger                                                                                           | ‒2 | Lukas Leibold                                         | ‒1                                                    | / Runa Kawamoto                                            | ‒1                                                         |
| 2016 | Stuttgart      | Sophia Jaenecke                                       | ‒1                                                    | 4 : 2½             | Paul Grabosch                                                                                           | ‒1 | Benedikt Querner                                      | ‒1                                                    | Matteo Hanel                                               | ‒1                                                         |
| 2016 | Stuttgart      | Niklas Steinle                                        | 0                                                     | 4 : 2½             | Anton Grabosch                                                                                          | ‒1 | Leopold Querner                                       | ‒1                                                    | Lorin Hanel                                                | ‒1                                                         |
| 2017 | Tagmersheim    | Polo Club Tagmersheim (Team Bierschneider)            | Polo Club Tagmersheim (Team Bierschneider)            | round robin        | Schwarzwald Country- und Polo Club (Team Jaeger-LeCoultre)                                              | Schwarzwald Country- und Polo Club (Team Jaeger-LeCoultre)                                              | Hanover Polo Club (Team Van Laack)                    | Hanover Polo Club (Team Van Laack)                    | Polo Club PoloPark Brandenburg (Team Kühbach)              | Polo Club PoloPark Brandenburg (Team Kühbach)              |
| 2017 | Tagmersheim    | Annabel von Morgenstern                               | ‒2                                                    | round robin        | Laurenz Gabrin                                                                                          | ‒1 | Henriette Querner                                     | ‒1                                                    | Maximilian von Baumbach                                    | ‒2                                                         |
| 2017 | Tagmersheim    | Sophia Jaenecke                                       | ‒1                                                    | round robin        | / Henri Dold                                                                                            | ‒1 | Leonard („Lenny“) Wolf                                | ‒1                                                    | Felipe Odia                                                | ‒1                                                         |
| 2017 | Tagmersheim    | Benedikt Jaenecke                                     | 0                                                     | round robin        | Janik Oertli                                                                                            | 0 | Lukas Leibold                                         | 0                                                     | Mona Scharf                                                | ‒1                                                         |
| 2017 | Tagmersheim    | Niklas Steinle                                        | 0                                                     | round robin        | / Jean-Baptiste („Tully“) Ory                                                                           | ‒1 | Benedikt Querner                                      | ‒1                                                    | Johan Funk Gallardo                                        | ‒1                                                         |
| 2018 | Berlin         | Hamburger Polo Club (Team PoloPark Berlin)            | Hamburger Polo Club (Team PoloPark Berlin)            | round robin        | Schwarzwald Country- und Polo Club (Team Ostseebad Sellin)                                              | Schwarzwald Country- und Polo Club (Team Ostseebad Sellin)                                              | Polo Club Timmendorfer Strand (Team Bauhaus Palazzo)  | Polo Club Timmendorfer Strand (Team Bauhaus Palazzo)  | Hanover Polo Club (Team SGB Sicherheitsgruppe AG)          | Hanover Polo Club (Team SGB Sicherheitsgruppe AG)          |
| 2018 | Berlin         | Naphat Sprock                                         | ‒1                                                    | round robin        | Laurenz Gabrin                                                                                          | ‒1 | Milo Funk Gallardo                                    | ‒1                                                    | Henriette Querner                                          | ‒1                                                         |
| 2018 | Berlin         | Jasper Martin                                         | ‒1                                                    | round robin        | / Henri Dold                                                                                            | ‒1 | Johan Funk Gallardo                                   | ‒1                                                    | Leonard („Lenny“) Wolf                                     | ‒1                                                         |
| 2018 | Berlin         | Julian Winter                                         | ‒1                                                    | round robin        | Janik Oertli                                                                                            | 0 | Jakob Samonig                                         | ‒1                                                    | Benedikt Querner                                           | ‒1                                                         |
| 2018 | Berlin         | Johann Goedhart                                       | ‒2                                                    | round robin        | Hannes Quast                                                                                            | ‒1 | Franz Spürgin                                         | 0                                                     | Lukas Leibold                                              | 0                                                          |
| 2019 | Donaueschingen | Polo Club Bayern (Team Cosmopolo) (Los Indianos) a    | Polo Club Bayern (Team Cosmopolo) (Los Indianos) a    | 4 : 2½             | Schwarzwald Polo- und Country Club (Team Hotel Vier Jahreszeiten am Schluchsee) (Schwarzwald Polo Team) | Schwarzwald Polo- und Country Club (Team Hotel Vier Jahreszeiten am Schluchsee) (Schwarzwald Polo Team) | Hamburger Polo Club (Team Engel & Völkers) (La Linea) | Hamburger Polo Club (Team Engel & Völkers) (La Linea) | Fürstenberg Polo Club (Team Haus Fürstenberg) (Roude Léiw) | Fürstenberg Polo Club (Team Haus Fürstenberg) (Roude Léiw) |
| 2019 | Donaueschingen | Mich(e)l Grabosch                                     | ‒1                                                    | 4 : 2½             | Janik Oertli                                                                                            | 0 | Naphat Sprock                                         | ‒1                                                    | / Leopold Ludorf                                           | ‒1                                                         |
| 2019 | Donaueschingen | Emil Grabosch                                         | 0                                                     | 4 : 2½             | / Henri Dold                                                                                            | 0 | Felipe Odia                                           | 0                                                     | Jakob Samonig                                              | ‒1                                                         |
| 2019 | Donaueschingen | Anton Grabosch                                        | +2                                                    | 4 : 2½             | Laurenz Gabrin                                                                                          | 0 | Julian Winter                                         | 0                                                     | Come Dubois                                                | +1                                                         |
| 2019 | Donaueschingen | Paul Grabosch                                         | +2                                                    | 4 : 2½             | Nicholas Neutze                                                                                         | +1 | Jasper Martin                                         | 0                                                     | Paul von Schilling                                         | ‒1                                                         |

## Ab 2020
| Jahr | Austragungsort            | Finale | Finale | Finale | Finale | Finale | Weitere Platzierungen | Weitere Platzierungen | Weitere Platzierungen | Weitere Platzierungen |
| Jahr | Austragungsort            | Sieger | Hcp | Ergebnis | 2. Platz | Hcp | 3. Platz | Hcp | 4. Platz | Hcp |
| ---- | ------------------------- | --- | --- | --- | --- | --- | --- | --- | --- | --- |
| 2020 | Hamburg                   | Norddeutscher Polo Club | Norddeutscher Polo Club | round robin | Polo Club Tagmersheim | Polo Club Tagmersheim | Roude Léiw Polo Club, LUX | Roude Léiw Polo Club, LUX | 0 | 0 |
| 2020 | Hamburg                   | Felipe Odia | 0 | round robin | Annabel von Morgenstern | −1 | Fabian Stege | −1 | | |
| 2020 | Hamburg                   | Jasper Martin | 0 | round robin | Benedikt Jaenecke | +1 | / Leopold Ludorf | 0 | | |
| 2020 | Hamburg                   | Julian Winter | +1 | round robin | Eugen Oettingen-Wallerstein | 0 | Hardy Reuter | 0 | | |
| 2020 | Hamburg                   | Moritz Mahns | 0 | round robin | Johann Goedhart | 0 | Max(imilian) Kexel | +1 | | |
| 2021 | (Frankfurt)               | Der ursprüngliche Termin wurde wegen der COVID-19-Pandemie zunächst von Mai auf September verschoben, dann endgültig abgesagt. | Der ursprüngliche Termin wurde wegen der COVID-19-Pandemie zunächst von Mai auf September verschoben, dann endgültig abgesagt. | Der ursprüngliche Termin wurde wegen der COVID-19-Pandemie zunächst von Mai auf September verschoben, dann endgültig abgesagt. | Der ursprüngliche Termin wurde wegen der COVID-19-Pandemie zunächst von Mai auf September verschoben, dann endgültig abgesagt. | Der ursprüngliche Termin wurde wegen der COVID-19-Pandemie zunächst von Mai auf September verschoben, dann endgültig abgesagt. | Der ursprüngliche Termin wurde wegen der COVID-19-Pandemie zunächst von Mai auf September verschoben, dann endgültig abgesagt. | Der ursprüngliche Termin wurde wegen der COVID-19-Pandemie zunächst von Mai auf September verschoben, dann endgültig abgesagt. | Der ursprüngliche Termin wurde wegen der COVID-19-Pandemie zunächst von Mai auf September verschoben, dann endgültig abgesagt. | Der ursprüngliche Termin wurde wegen der COVID-19-Pandemie zunächst von Mai auf September verschoben, dann endgültig abgesagt. |
| 2022 | (Hamburg)                 | Abgesagt wegen der COVID-19-Pandemie.                                                                                          | Abgesagt wegen der COVID-19-Pandemie.                                                                                          | Abgesagt wegen der COVID-19-Pandemie.                                                                                          | Abgesagt wegen der COVID-19-Pandemie.                                                                                          | Abgesagt wegen der COVID-19-Pandemie.                                                                                          | Abgesagt wegen der COVID-19-Pandemie.                                                                                          | Abgesagt wegen der COVID-19-Pandemie.                                                                                          | Abgesagt wegen der COVID-19-Pandemie.                                                                                          | Abgesagt wegen der COVID-19-Pandemie.                                                                                          |
| 2023 | Finkenkrug                | Polo Club Schleswig-Holstein                                                                                                   | Polo Club Schleswig-Holstein                                                                                                   | 11 : 4½ | Polo Club Berlin-Brandenburg                                                                                                   | Polo Club Berlin-Brandenburg                                                                                                   | Hamburger Polo Club | Hamburger Polo Club | Polo Club PoloPark Brandenburg                                                                                                 | Polo Club PoloPark Brandenburg                                                                                                 |
| 2023 | Finkenkrug                | Christopher Kirsch jun. | −2 | 11 : 4½ | Annalena Plickert | −2 | Ida Gaarz / Maxine Odia | −2 | Jolie Lange | −1 |
| 2023 | Finkenkrug                | / Leopold Ludorf | +1 | 11 : 4½ | Ascan Tümpel | −1 | Fabian Stege | 0 | Moritz Mahns | +1 |
| 2023 | Finkenkrug                | Hardy Reuter | +1 | 11 : 4½ | Nickolas Wiedelmann | −1 | Finley Bright | +1 | Milo Funk Gallardo | 0 |
| 2023 | Finkenkrug                | / Patricio Gaynor [Benoit] jun.                                                                                                | +1 | 11 : 4½ | Max(imilian) Kexel | +1 | Moritz Schmidt | 0 | Sophie Schmidt | 0 |
| 2024 | Seeburg (PoloPark Berlin) | Polo Club Schleswig-Holstein (Team Polo Sylt)                                                                                  | Polo Club Schleswig-Holstein (Team Polo Sylt)                                                                                  | round robin 5p, 30:15 5p, 27:13 2p, 14:20 0p, 09:32                                                                            | Norddeutscher Polo Club (Team Ambilight TV)                                                                                    | Norddeutscher Polo Club (Team Ambilight TV)                                                                                    | Polo Club Berlin-Brandenburg (Team POLO+10)                                                                                    | Polo Club Berlin-Brandenburg (Team POLO+10)                                                                                    | Polo Club PoloPark Brandenburg (Team Ingo Pyko Immobilien)                                                                     | Polo Club PoloPark Brandenburg (Team Ingo Pyko Immobilien)                                                                     |
| 2024 | Seeburg (PoloPark Berlin) | Johanna Volkmann | −1 | round robin 5p, 30:15 5p, 27:13 2p, 14:20 0p, 09:32                                                                            | Johannes Schmidt | −2 | Annalena Plickert | −1 | Lupita Fass | −1 |
| 2024 | Seeburg (PoloPark Berlin) | Christopher Kirsch jun. | −2 | round robin 5p, 30:15 5p, 27:13 2p, 14:20 0p, 09:32                                                                            | Sophie Schmidt | 0 | Ascan Tümpel | +1 | Jolie Lange | −1 |
| 2024 | Seeburg (PoloPark Berlin) | Mario Guillano | 0 | round robin 5p, 30:15 5p, 27:13 2p, 14:20 0p, 09:32                                                                            | Moritz Schmidt | 0 | Max(imilian) Kexel | +1 | / Leopold Ludorf | +1 |
| 2024 | Seeburg (PoloPark Berlin) | / Partricio Gaynor [Benoit] jun.                                                                                               | +2 | round robin 5p, 30:15 5p, 27:13 2p, 14:20 0p, 09:32                                                                            | Moritz Mahns | +2 | Nickolas Wiedelmann | 0 | Kamil Płatek | 0 |
| 2025 | Seeburg (PoloPark Berlin) | Team LIVING BERLIN / POLO+10                                                                                                   | Team LIVING BERLIN / POLO+10                                                                                                   | 7 : 6½ | Team Schafhof Equipts | Team Schafhof Equipts | Team Bentley Dresden Trophy | Team Bentley Dresden Trophy | Team Blackforest | Team Blackforest |
| 2025 | Seeburg (PoloPark Berlin) | Finn Felipe Schneberger | −2 | 7 : 6½ | Annalena Plickert | −1 | / Megan Kawohl | −2 | Rubina Berndt | −2 |
| 2025 | Seeburg (PoloPark Berlin) | / Gaspar Caivano Paparatto | −1 | 7 : 6½ | Lia Marlin Thurk | −2 | Jolie Lange | −1 | Jona Nutz | −2 |
| 2025 | Seeburg (PoloPark Berlin) | Christopher Kirsch jun. | −1 | 7 : 6½ | Ascan Tümpel | 0 | Ida Gaarz | −1 | Lupita Fass | 0 |
| 2025 | Seeburg (PoloPark Berlin) | Julian Antin | +2 | 7 : 6½ | Max(imilian) Kexel | +2 | Moritz Mahns | +2 | Henri Dold | +1 |